# Семкино (Тверская область)
Семкино — деревня в Вышневолоцком районе Тверской области. Относится к Зеленогорскому сельскому поселению. 

## География
На автомобиле до центра Вышнего Волочка 20 километров, до Зеленогорского 10 километров. Менее чем в километре к западу находилась деревня Щеглетня, ныне не существующая.

## История
По описанию 1859 года — деревня казённая при колодцах, насчитывала 12 дворов, в которых проживало 62 жителя (27 мужского пола и 35 женского). На 2016 год на месте населённого пункта отсутствуют любые постройки и нет постоянного населения.

## Население
| 2008 | 2010 |
| ---- | ---- |
| 0    | →0   |